# Metamorphosis (EP)
Metamorphosis je prvi EP norveškog elektroničkog sastava Ulver. Diskografska kuća Jester Records objavila ga je 27. rujna 1999. Napisali su ga i producirali Kristoffer Rygg i Tore Ylwizaker. EP je predstavio Ulverov novi elektronički glazbeni smjer koji će postati očitiji na albumu Perdition City.

## Pozadina
Kristoffer Rygg komentirao je; “[Metamorphosis] je bio potpuno elektronički, u dijelovima čak i techno. Kad smo u studiju, stvari kao da idu svojim tijekom. Nikad ništa ne pišemo unaprijed, nego se sve improvizira u studiju. Obično imamo samo uzorak, petlju ili zvuk koji nam se sviđa. Zatim se samo igramo s tim zvukom dok se postane pjesma.“

## Popis pjesama
Glazba: Kristoffer Rygg i Tore Ylwizaker.
| 1.    | »Of Wolves and Vibrancy«                    | 4:45 |
| 2.    | »Gnosis«                                    | 7:59 |
| 3.    | »Limbo Central (Theme from Perdition City)« | 3:36 |
| 4.    | »Of Wolves and Withdrawal«                  | 8:54 |
| 25:14 |                                             |      |

## Recenzije
Nakon izvorne objave, Metamorphosis je dobio mješovite recenzije.
John Chedsey, koji piše za Satan Stole My Teddybear, komentirao je: “Nakon što su se stalno iznova izmišljali na svakom izdanju, Ulver je napravio konačnu transformaciju u elektronsku izvedbu u duhu Future Sound of London ili rezonantnijeg i slojevitijeg Aphex Twina. EP prilično dobro hvata njihov novi zvuk. Kao najava za njihov nadolazeći Perdition City, Metamorphosis je izvrstan teaser.

## Zasluge
| Ulver - Kristoffer Rygg – vokal - Tore Ylwizaker – klavijature, programiranje, miks | Dodatni glazbenici - Håvard Jørgensen – gitara Ostalo osoblje - Ingar Hunskaar – mastering |